# Pointe à Desbonnes
La Pointe à Desbonnes est un cap de la Guadeloupe.  

## Géographie
Il est situé près de l'Anse Belle Rose dans la randonnée menant de la Porte d'Enfer à l'Anse de la Barque.

## Galerie

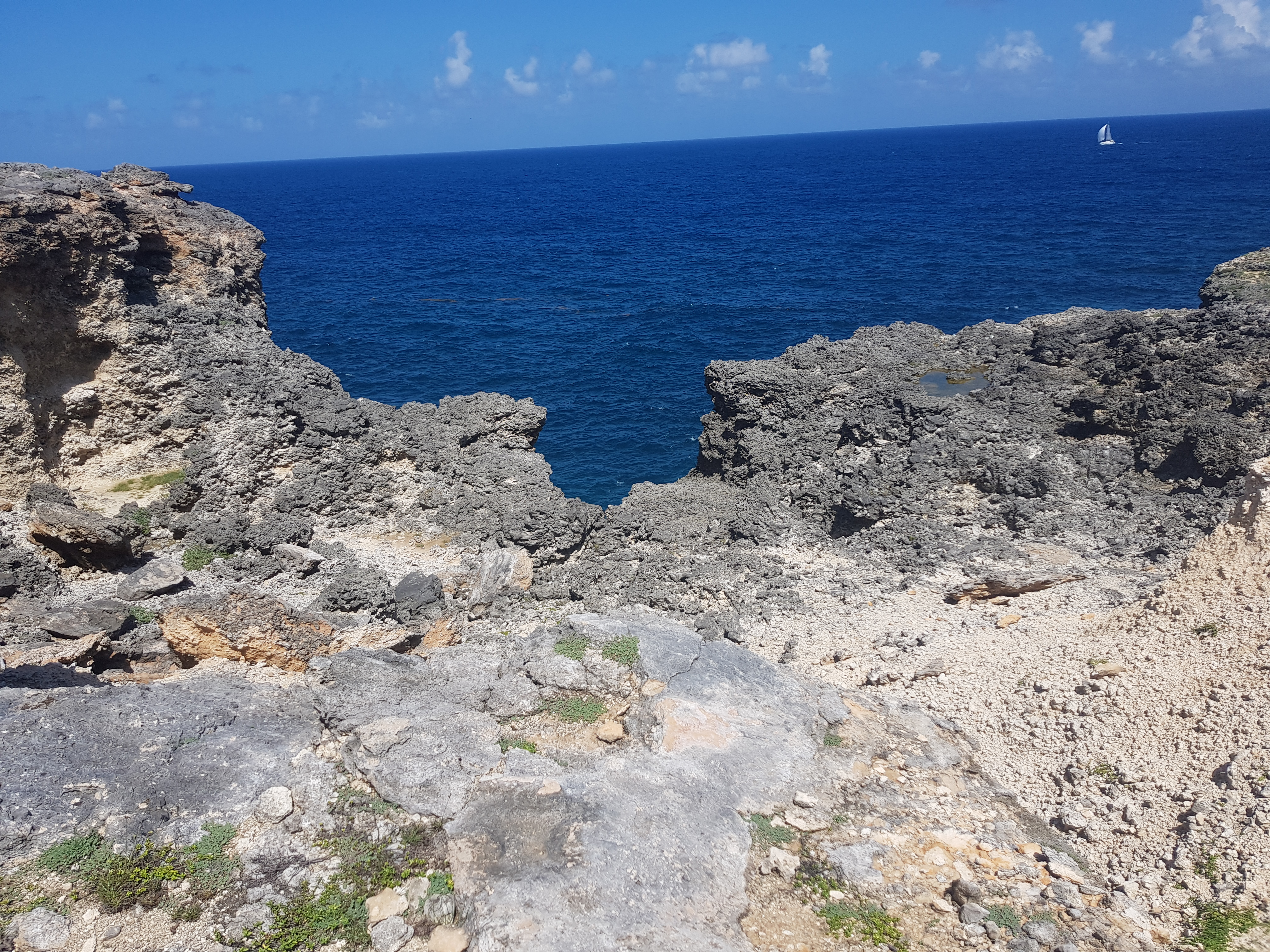
Paysage de la pointe à Desbonnes
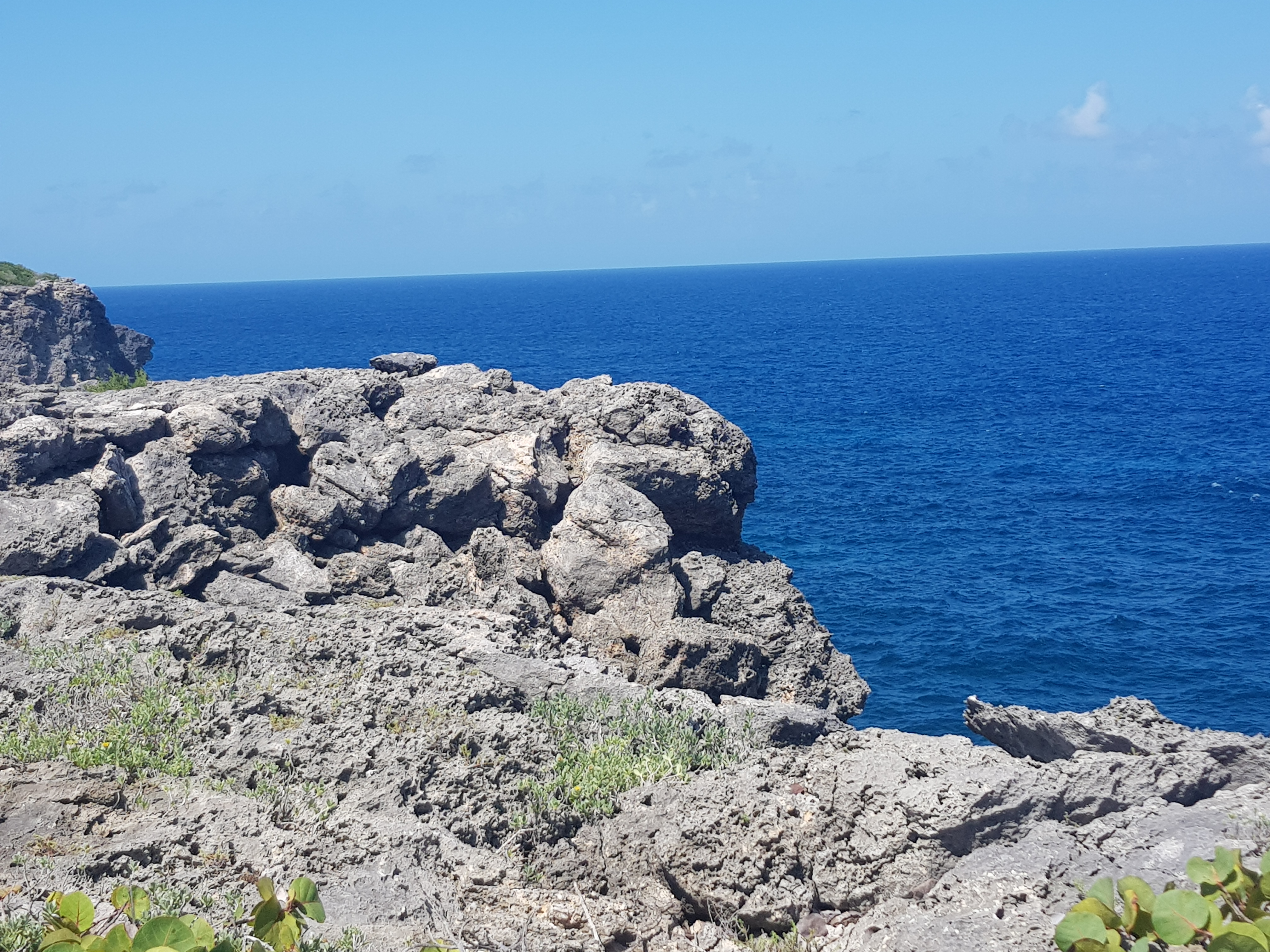
Roche en forme de tortue de la pointe à Desbonnes
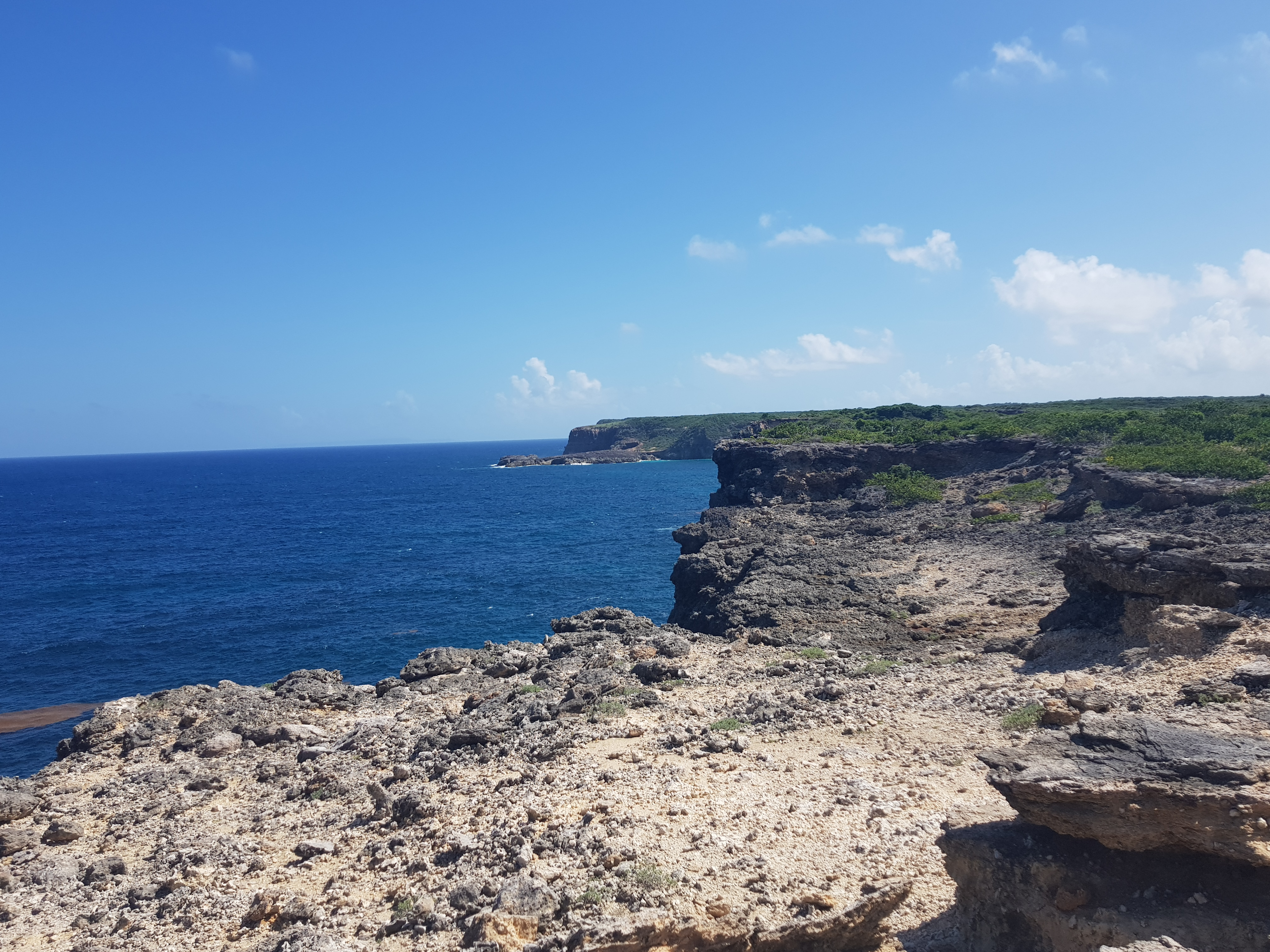
Vue de la pointe à Desbonnes à la pointe à Tortue